# Ravello (Salerno)

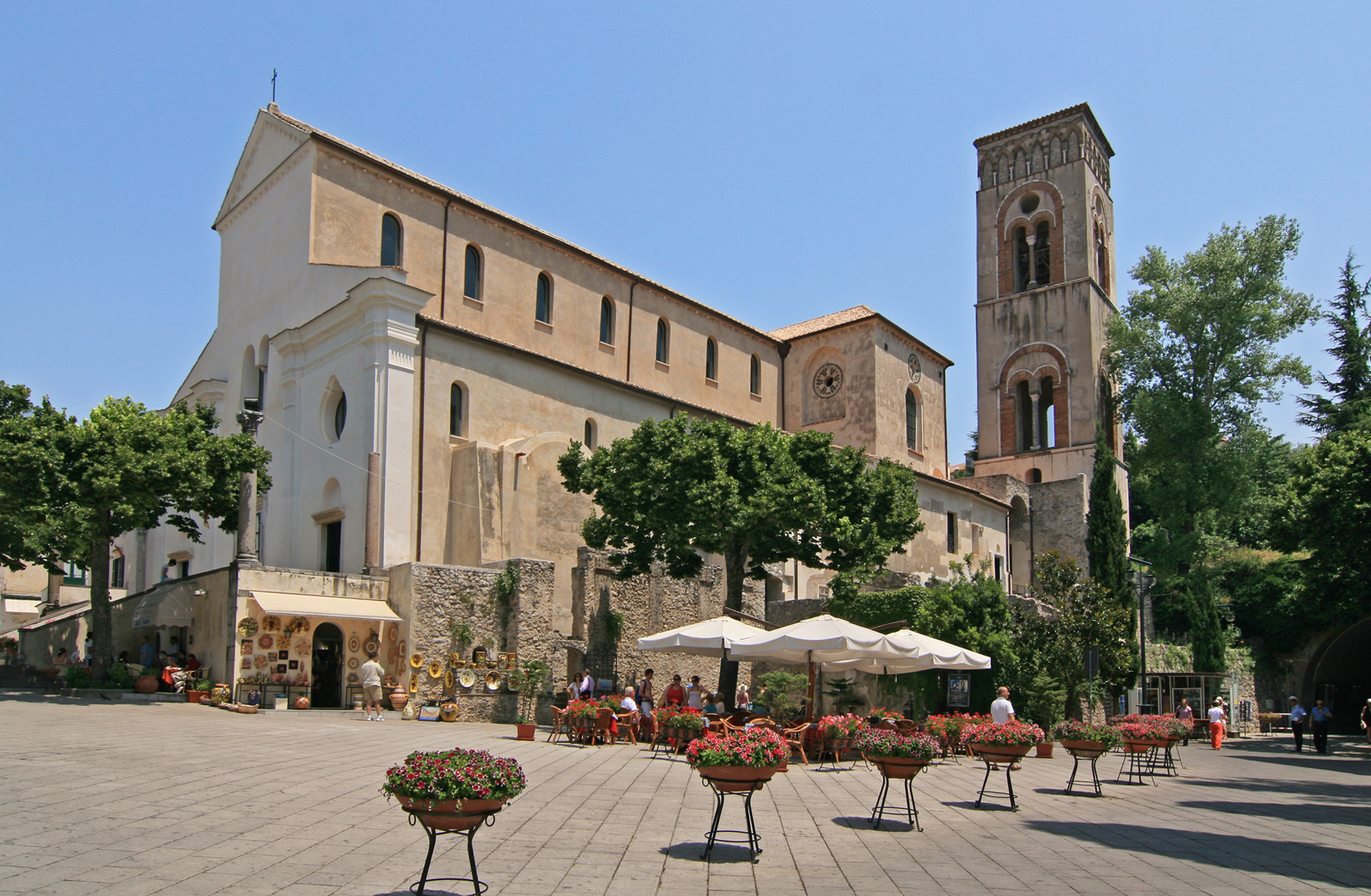
Duomo di Ravello

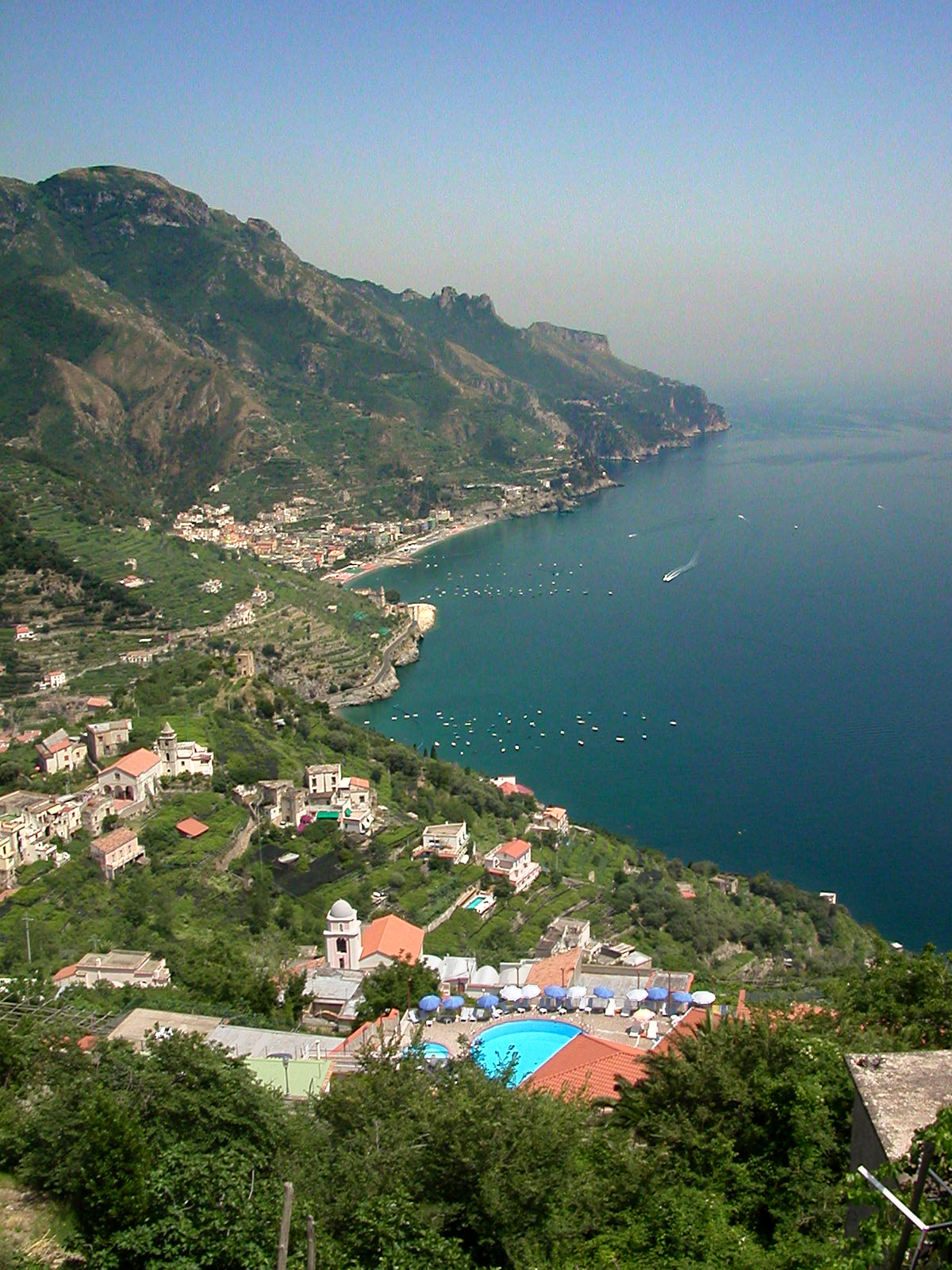

Ravello is een gemeente in de Italiaanse provincie Salerno (regio Campanië) Italië en telt 2475 inwoners (31-12-2004). De oppervlakte bedraagt 8,0 km², de bevolkingsdichtheid is 358 inwoners per km².
Ravello is een toeristenplaats aan de Amalfikust nabij Amalfi.

## Bezienswaardigheden
- Duomo di Ravello, een kathedraal uit de 11e eeuw, heeft bronzen deuren uit de 12e eeuw.
- Villa Rufolo (1270), met mooie tuin, gebouwd door Nicola Rufolo, het is de plaats waar Richard Wagner in 1880 werd geïnspireerd voor de opera Parsifal
- Villa Cimbrone
- Chiesa San Giovanni del Toro, kerk
- Chiesa Santa Maria a Gradillo, kerk uit de 11de eeuw
- Escher museum in ‘s-Gravenhage schrijft: In het voorjaar van 1931 maakte het echtpaar Escher samen een reis langs de Amalfitaanse kust. Een gebied waaraan ze beiden goede herinneringen hadden, niet in het minst omdat ze elkaar daar in 1923 hadden leren kennen. Ze bezochten plaatsen als Vietri, Puntone, Scala, Positano, Praiano en uiteraard Ravello. Hier stond de Albergo dell Toro, het hotel waar Maurits en Jetta elkaar voor het eerst zagen. Het plaatsje neemt een prominente plek in in hun leven en ook in Escher werk. Hij was speciaal getroffen door de Moorse motieven die hij in het stadje aan trof, waaronder die in de Duomo. Hij heeft in Ravello meerdere tekeningen en foto's gemaakt en het plaatsje is ook te zien in een serie prenten die hij begin jaren dertig maakte. Een daarvan is San Giovanni (in Campidoglio), Ravello, een houtgravure uit februari 1932.  Op de prent is een kerkje te zien dat na wat speurwerk de San Giovanni dell'Acqua blijkt te zijn. Het ligt op een heuvel ten westen van Ravello, in het gehucht Campidoglio.

## Demografie
Ravello telt ongeveer 967 huishoudens. Het aantal inwoners steeg in de periode 1991-2001 met 3,6% volgens cijfers uit de tienjaarlijkse volkstellingen van ISTAT.
| Jaar | Inwoneraantal |
| ---- | ------------- |
| 1991 | 2422          |
| 2001 | 2508          |

## Evenementen
Jaarlijks vindt een muziekfestival plaats, het Ravello festival.

## Geografie
Ravello grenst aan de volgende gemeenten: Atrani, Gragnano (NA), Lettere (NA), Maiori, Minori, Scala, Tramonti. Dichtstbijzijnde grote steden zijn Salerno en Napels.

## Verkeer en vervoer
Ravello is bereikbaar vanaf Napels via de A3 en de SP 1. De dichtstbijzijnde luchthavens zijn de luchthaven Salerno Costa d'Amalfi in Salerno en de Luchthaven Napels in Napels.